# Betulàcies

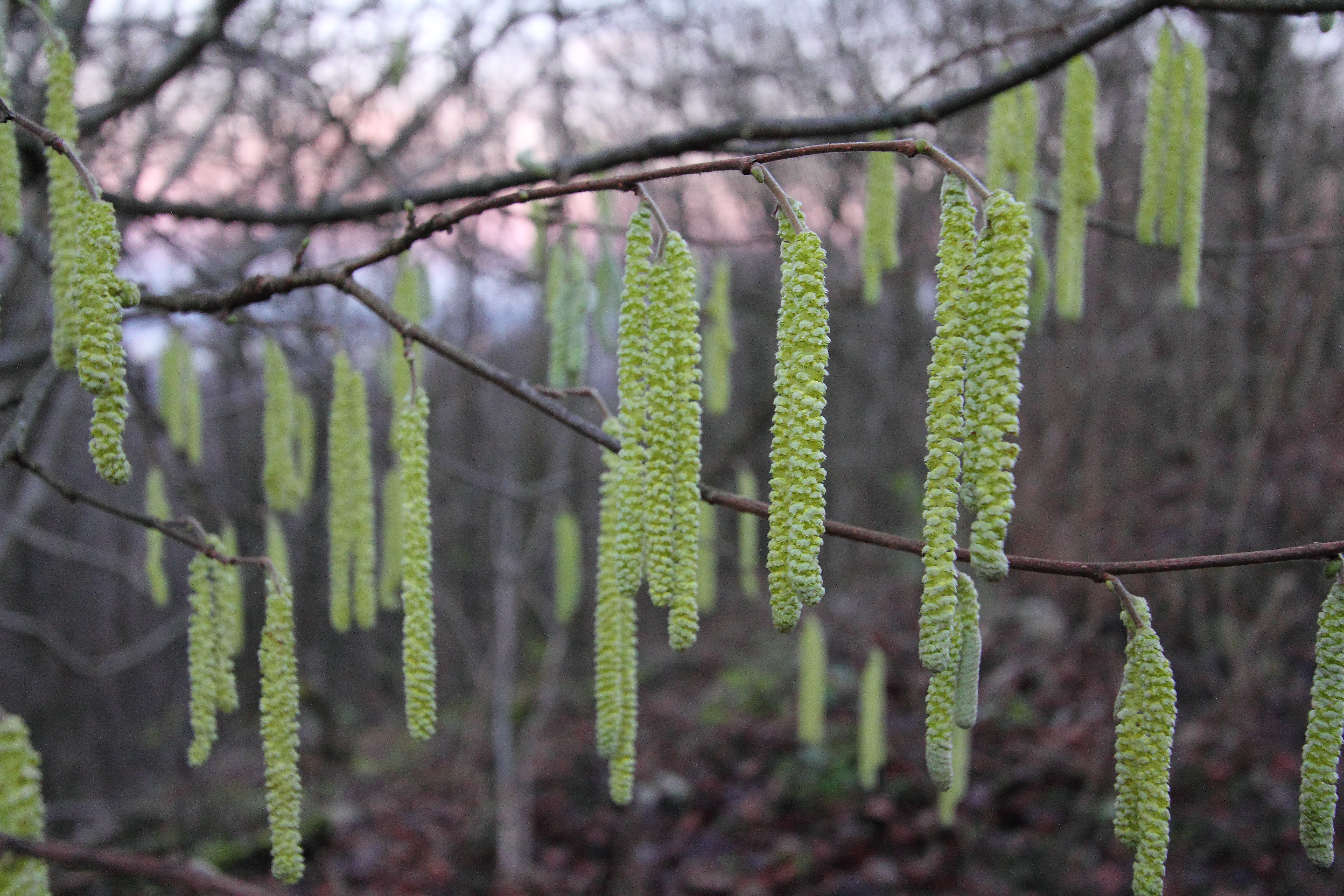
Aments de l'avellaner (Avellaner)

Les betulàcies (Betulaceae) són una família de plantes amb flor formada per sis gèneres que apleguen unes 140 espècies. És una família important entre la flora de Catalunya.
Inclou sis gèneres d'arbres i arbustos caducifolis de fruits secs, inclosos els bedolls, verns, avellaners, carpins, carpins de llúpol amb un total de 167 espècies. Són majoritàriament nadius de l'hemisferi nord temperat, amb algunes espècies que arriben a l'hemisferi sud dels Andes a Amèrica del Sud. Les seves flors típiques són els aments i sovint apareixen abans que les fulles.
Anteriorment només es consideraven com de la família de les betulàcies el gèneres Alnus (vern) i Betula (bedoll) i la resta s'ubicaven en la família Corylaceae (prenent el nom del gènere Coryla la dels avellaners). Tractaments recents, inclòs el grup de filogènia de les angiospermes, han descrit aquests dos grups com a subfamílies dins d'una Betulaceae expandida: Betuloideae i Coryloideae.

## Història
Es creu que les betulàcies es van originar a finals del període Cretaci (fa uns 70 milions d'anys) al centre de la Xina. Aquesta regió en aquell moment hauria tingut un clima mediterrani a causa de la proximitat del mar de Tetis, que cobria parts de l'actual Tibet i Xinjiang fins al període terciari primerenc. Aquest punt d'origen es recolza en el fet que els sis gèneres i les 52 espècies són natives d'aquesta regió, moltes d'elles endèmiques. Es creu que els sis gèneres moderns van divergir completament per l'Oligocè, amb tots els gèneres de la família (a excepció de l'Ostryopsis) amb un registre fòssil que es remunta a almenys 20 milions d'anys des del present.
Segons la filogenia molecular, els parents més propers de les Betulaceae són les Casuarinaceae, o les alzines.

## Usos

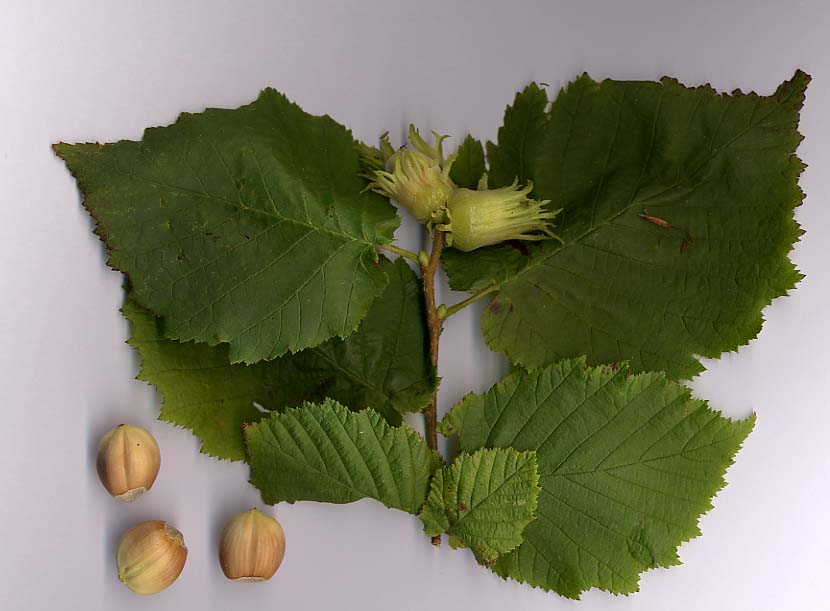
Fullatge i fruits secs de lavellaner

L'avellaner comú (Corylus avellana) i l'avellana (Corylus maxima) són importants plantes de verger, cultivades per als seus fruits secs comestibles.
Els altres gèneres inclouen una sèrie d'arbres ornamentals populars, àmpliament plantats en parcs i jardins grans; diversos dels bedolls són especialment apreciats per la seva escorça llisa i de colors vius.
La fusta és generalment dura, dura i pesada, especialment els carpes; diverses espècies van tenir una importància significativa en el passat on es requeria fusta molt dura capaç de suportar un desgast intens, com per exemple per a rodes de carro, rodes d'aigua, rodes dentades, mànecs d'eines, taules de tallar i clavilles de fusta. En la majoria d'aquests usos, la fusta ha estat substituïda per metall o altres materials artificials.

## Taxonomia
Aquesta família va ser descrita per primer cop l'any 1821, sota el nom de Betulideae, a l'obra Natural Arrangement of British Plants, According to Their Relation to Each Other del botànic anglès Samuel Frederick Gray (1766–1828).

### Gèneres
Dins d'aquesta família es reconeixen 6 gèneres:
- Alnus Mill.
- Betula L.
- Carpinus L.
- Corylus L.
- Ostrya Scop.
- Ostryopsis Decne.

### Fòssils
- † Asterocarpinus
- † Coryloides
- † Cranea
- † Kardiasperma
- † Paleocarpinus

### Sistemàtica filogenètica
La filogènia molecular moderna suggereix les relacions següents:
|  | Ostryopsis                                          |
|  |                                                     |
|  | \| \| Ostrya \| \| \| \| \| \| Carpinus \| \| \| \| |
|  |                                                     |
|  | Ostrya                                              |
|  |                                                     |
|  | Carpinus                                            |
|  |                                                     |

|  | Ostrya   |
|  |          |
|  | Carpinus |
|  |          |

|  | Ostryopsis                                          |
|  |                                                     |
|  | \| \| Ostrya \| \| \| \| \| \| Carpinus \| \| \| \| |
|  |                                                     |
|  | Ostrya                                              |
|  |                                                     |
|  | Carpinus                                            |
|  |                                                     |

|  | Ostrya   |
|  |          |
|  | Carpinus |
|  |          |

|  | Alnus  |
|  |        |
|  | Betula |
|  |        |

|  | Ostryopsis                                          |
|  |                                                     |
|  | \| \| Ostrya \| \| \| \| \| \| Carpinus \| \| \| \| |
|  |                                                     |
|  | Ostrya                                              |
|  |                                                     |
|  | Carpinus                                            |
|  |                                                     |

|  | Ostrya   |
|  |          |
|  | Carpinus |
|  |          |

|  | Ostryopsis                                          |
|  |                                                     |
|  | \| \| Ostrya \| \| \| \| \| \| Carpinus \| \| \| \| |
|  |                                                     |
|  | Ostrya                                              |
|  |                                                     |
|  | Carpinus                                            |
|  |                                                     |

|  | Ostrya   |
|  |          |
|  | Carpinus |
|  |          |

|  | Alnus  |
|  |        |
|  | Betula |
|  |        |

|  | Ostryopsis                                          |
|  |                                                     |
|  | \| \| Ostrya \| \| \| \| \| \| Carpinus \| \| \| \| |
|  |                                                     |
|  | Ostrya                                              |
|  |                                                     |
|  | Carpinus                                            |
|  |                                                     |

|  | Ostrya   |
|  |          |
|  | Carpinus |
|  |          |

|  | Ostryopsis                                          |
|  |                                                     |
|  | \| \| Ostrya \| \| \| \| \| \| Carpinus \| \| \| \| |
|  |                                                     |
|  | Ostrya                                              |
|  |                                                     |
|  | Carpinus                                            |
|  |                                                     |

|  | Ostrya   |
|  |          |
|  | Carpinus |
|  |          |

|  | Alnus  |
|  |        |
|  | Betula |
|  |        |

|  | Ostryopsis                                          |
|  |                                                     |
|  | \| \| Ostrya \| \| \| \| \| \| Carpinus \| \| \| \| |
|  |                                                     |
|  | Ostrya                                              |
|  |                                                     |
|  | Carpinus                                            |
|  |                                                     |

|  | Ostrya   |
|  |          |
|  | Carpinus |
|  |          |

|  | Ostryopsis                                          |
|  |                                                     |
|  | \| \| Ostrya \| \| \| \| \| \| Carpinus \| \| \| \| |
|  |                                                     |
|  | Ostrya                                              |
|  |                                                     |
|  | Carpinus                                            |
|  |                                                     |

|  | Ostrya   |
|  |          |
|  | Carpinus |
|  |          |

|  | Alnus  |
|  |        |
|  | Betula |
|  |        |